# 根本凪
根本 凪（ねもと なぎ、1999年3月15日 - ）は、日本のアイドル、歌手、VTuber、クリエイター。一夫多妻制アイドルユニット・清竜人25のメンバー。女性アイドルグループ・虹のコンキスタドール、でんぱ組.incの元メンバー。JAタウン公式応援大使。茨城県水戸市出身。ディアステージ所属。

## 略歴
2013年、水戸ご当地アイドル（仮）に候補生（当時の名称は「ねぎ」）として加入するが、ステージに立つ前に体調とメンタルを崩し、2014年5月1日候補生を辞退。
イラストが好きでpixivにも投稿していたこと、もふくちゃん（福嶋麻衣子）がいることから、ピクシブの「つくドル！プロジェクト」に応募して合格。2014年7月14日、虹のコンキスタドール（虹コン）を結成。
2015年12月、Maltine Recordsから三毛猫ホームレス「そばが食べたい」の根本凪フィーチャリングヴァージョンを発表。2016年2月より3か月連続で三毛猫ホームレスとのコラボレーション楽曲をリリース。これらの楽曲は同年6月17日21時から19日24時までの期間限定でダウンロード販売を行った。
2016年に行われた『週刊ヤングジャンプ』（集英社）の企画「サキドルエースSURVIVAL SEASON5」で1位に輝き、同誌8月4日発売号の表紙・巻頭グラビアを飾った。以後、グラビアアイドルとしても活動。
2017年12月30日、大阪城ホールで行われたでんぱ組.incのライブで、でんぱ組.incへの加入が発表された。虹コンには引き続き在籍し、でんぱ組.incと兼任する。
2019年12月8日、幕張メッセで行われたでんぱ組.incのライブで、鹿目凛とのスピンオフユニット・ねもぺろ（アーティスト名表記は「ねもぺろ from でんぱ組.inc」）が披露。2020年2月25日に写真集『ねもぺろ』を発売、同年3月25日には初のシングル「しゅきしゅきしゅきぴ♡がとまらないっ…！」がリリースされた。
2020年4月15日にリリースされたでんぱ組.incのアルバム『愛が地球救うんさ!だってでんぱ組.incはファミリーでしょ』初回限定盤Bに諭吉佳作/men作詞・作曲・編曲のソロ曲「ゆめをみる」が収録。2021年5月26日にリリースされる諭吉佳作/menのEP『放るアソート』には、諭吉とのユニット・ミドルエステートとして「たべられる♡/たべられない？」が収録される。
2021年10月30日、体調不良のためしばらく休養することを発表。その後現在の体調ではステージに立つことは困難である事や、休養中に新たな夢が生まれたことから、スタッフとの協議の結果、2022年1月11日にでんぱ組.incと虹のコンキスタドールからの卒業を発表した。虹のコンキスタドールを4月17日、でんぱ組.incを4月30日を以て卒業。以後もクリエイターとしてディアステージに所属し、イラストレーターや衣装デザイナーとして活動すると発表した。また、4月30日の卒業公演では、根本凪名義のまま「体をお引越し」し、VTuber、バーチャルシンガーとしての活動を始めることも報告した。
2022年9月30日に根本凪名義では初のEPとなる「lume di spica」（ルーメ ディ スピカ）をリリースした。うち「コーヒー・スピカータ！」と「×o×o♡ソーダ」の2曲は作詞も手がけた。10月22日より配信開始した虹のコンキスタドールの楽曲「僕はキミだけのおばけちゃん♡」では、作詞と衣装デザインを担当した。
2023年1月29日と2月4日、バーチャルシンガーユニットVALISのライブイベント「必然的レゾンデートル」にゲスト出演した。うち2月4日は有観客のリアルライブとして開かれ、約9カ月ぶりにリアルでのステージ復帰を果たした。以降はリアル、バーチャルの両方で歌手として活動している。
8月、全農の公式通販サイト「JAタウン」の公式応援大使への就任が発表。VTuberが全国の産直農産物などを販売する「バーチャル物産展」を主導し、47都道府県別のオリジナルCMのナレーションを務めた。12月からは、全国の産地を訪問するYouTube番組「根本凪のお名刺交換させてください！」の放送が始まった。
9月23、24日、ベトナム・ホーチミンで開かれた日越友好50年を記念するイベント「Japan Trend Festival」に出演。現地のステージで歌唱やトークを披露した。
10月15日、2nd EP「due stelle」（デュエ・ステッレ）をリリース。タイトルはイタリア語で「二つ星」の意。うち「グレ☆サマ」と「あいらびのっふゅーちゃー！」の2曲の作詞も手がけた
2024年7月7日、再結成された清竜人25の第103夫人・清 凪（きよし なぎ）であることが公表された。
2024年10月18日、DJお披露目イベント「SPICA!」開催。11月にはDJとしてのアーティスト写真が公開され、以後定期的にDJとして活動していくことが発表された。
2025年3月15日、3rd EP「Mental Breakdance」をリリース。新進気鋭のフィメールラッパー・なかむらみなみをフィーチャーした「隠密 feat. なかむらみなみ」や、原口沙輔、ウ山あまね、諭吉佳作/men、そして約10年ぶりのコラボとなる三毛猫ホームレスら個性豊かな制作陣が参加した楽曲が収録された。

## 人物・エピソード
趣味はお絵かきや漫画を読むこと、ポケモンカード、プロレス観戦。
元虹のコンキスタドールの奥村野乃花がプロデュースするリルネードで衣装デザインを担当。メンバーの桐原美月は同郷（茨城県出身、元水戸ご当地アイドル（仮）メンバー）で、根本をきっかけに虹のコンキスタドールを知り「でんぱ組虹コンJr.メンバー募集オーディション」を受けるきっかけとなったとインタビューで語っている。
地元・茨城でのイベント動画を見てDJとして出演していた掟ポルシェのファンになる。主催が『根本凪のシャカリキごじゃっぺラジオ』（ねもシャカ）を放送しているLuckyFM茨城放送であり、その番組スタッフがイベントに関わっていた縁があった。

## 作品

### EP
| #   | 発売日         | タイトル          | 販売形態 | 規格品番  | 収録楽曲 |
| --- | -------------- | ----------------- | -------- | --------- | --- |
| 1st | 2022年9月30日  | lume di spica     | CD       | MJDS-1236 | 01. コーヒー・スピカータ！ ［作詞：根本凪 / 作曲：OSTER project］ 02. ぐるぐるミルクセーキ ［作詞・作曲・編曲：立秋］ 03. ラベンダーミルクの思惑 ［作詞作曲：cat nap］ 04. ×o×o♡ソーダ ［作詞：根本凪 / 作曲：浅野尚志］ 05. タイニーグレープフルーツ ［作詞作曲：諭吉佳作/men］ |
| 2nd | 2023年10月15日 | due stelle        | CD       |           | 01.グレ☆サマ 02.それはもう恋じゃん 03.満福デヱト 04.あいらびのっふゅーちゃー！ 05.フリムケーション |
| 3rd | 2025年3月15日  | Mental Breakdance | CD       |           | 01. メンタルブレイクダンス ［作詞・作曲・編曲：原口沙輔］ 02. 隠密 feat. なかむらみなみ ［作詞：なかむらみなみ / 作曲：Masayoshi Iimori、なかむらみなみ / 編曲：Masayoshi Iimori］ 03. チョーハヤイ!!!!! ［作詞：iddy / 作曲・編曲：Mikeneko Homeless］ 04. 中古†天使†＠ｎtｉ工ﾓ feat.ミドルエステート ［作詞・作曲・編曲：諭吉佳作/men］ 05. overtake step ［作詞・作曲・編曲：ウ山あまね］ |

### 楽曲
- 三毛猫ホームレス「そばが食べたい Feat. 根本凪」（2016年1月1日、Maltine Records）[42]
- 三毛猫ホームレス「Purity feat. Nagi Nemoto (Nijicon)」（2016年2月15日、Maltine Records）[43]
- 三毛猫ホームレス x Masayoshi Iimori「America feat. Nagi Nemoto(nijicon)」（2016年3月15日、Maltine Records）[44]
- 三毛猫ホームレス x happy machine「ペパーミント脱走計画 feat. 根本凪」（2016年4月18日、Maltine Records）[45]
- E TICKET PRODUCTION「アウトラウド feat.根本凪（虹のコンキスタドール）」（『E TICKET RAP SHOW』収録。2017年1月10日、IDOL NEWSING）[46]
- MOSAIC.WAV×yksb 「High次元 m-AI-d online feat. 根本凪」（『ハイコンテクスト・マニアックワールド』収録。2017年08月11日）[47]
- 「ゆめをみる」（でんぱ組.inc『愛が地球救うんさ!だってでんぱ組.incはファミリーでしょ』（初回限定盤B）収録。2020年4月15日、MEME TOKYO）
- 鹿乃「ミッドナイトシアター with 根本凪」（「コンパスソング」c/w。2021年1月27日、インペリアルレコード）
- ミドルエステート「たべられる♡/たべられない？」（諭吉佳作/men『放るアソート』収録。2021年5月26日、トイズファクトリー）
- 東方LostWord feat.根本凪（でんぱ組.inc/虹のコンキスタドール） × TUMENECO「その手に触れるキセキまで」（2021年10月23日、ゲーム『東方LostWord』）
- 「それはもう恋じゃん」（2023年6月21日配信。作曲、編曲：ANDW、作詞：金子麻友美）
- 「無理無理マイラブ」(2024年3月15日配信。作詞、作曲：ANDW)
- 「マジカルマジックアワー」(2024年5月4日配信。作詞：根本凪、作曲：永塚健登)
- 「Loop girls (feat. 根本凪 & ウ山あまね)」(2024年9月14日配信。作詞、作曲：ウ山あまね)

### 写真集
- Spica（2019年5月27日、小学館、撮影：西條彰仁） ISBN 978-4096822968

## 出演

### テレビドラマ
- トモダチゲーム（2017年4月、独立局）- 心木ゆとり 役[48]

### 映画
- トモダチゲーム 劇場版（2017年6月3日公開） - 心木ゆとり 役
- トモダチゲーム 劇場版 FINAL（2017年9月2日公開） - 心木ゆとり 役

### ラジオ
- 虹のコンキスタドール 毎日が放送部（2016年7月 - 2018年3月、超!A&G+）
- A&Gリクエストアワー 阿澄佳奈のキミまち!（2018年4月 - 2019年3月、文化放送・超!A&G+）- 中継レポーター[49]
- 根本凪のシャカリキごじゃっぺラジオ（2020年4月 - 、LuckyFM茨城放送/2021年4月 - 2022年12月、ABEMA RADIO）- メインパーソナリティ

### ミュージックビデオ
- ゆず「イマサラ」[50]

### CM
- ヤマハ・トリシティシリーズ「サウナとトリシティでととのった！」編（2017年7月）[51]

### その他コンテンツ
- ツール・ド「ラジオドラマツーリング with 根本凪」（2021年10月23日 - 11月28日、ルーツ・スポーツ・ジャパン）※サイクリング専用アプリの期間限定音声コンテンツ機能[52][53]
- 「根本凪のお名刺交換させてください！」（2023年12月22日 - 2024年9月25日、JAタウン公式YouTube）
- 「ネモト宅配便～あの人の“推し”に会うために～」(2024年11月6日 - 2025年5月7日、JA全農グループのYouTubeチャンネル「ゆるふわたいむ」 )[54]
- 「根本凪ノウフク連携中」(2025年6月26日 -)、JA全農グループのYouTubeチャンネル「ゆるふわたいむ」 )[55]